# Reggie Fils-Aimé
Reginald Fils-Aime (/ˈfiːsəmeɪ/FEE-sə-may; sinh ngày 25 Tháng Ba 1961 ) là một doanh nhân người Mỹ, được biết nhiều đến với vai trò là cựu chủ tịch kiêm giám đốc điều hành Nintendo of America, bộ phận Bắc Mỹ của công ty trò chơi điện tử Nhật Bản Nintendo, từ năm 2006 đến 2019, kế nhiệm Kimishima Tatsumi. Trước khi được thăng chức Chủ tịch và COO, Fils-Aimé giữ chức Phó Giám đốc Điều hành Kinh doanh và Tiếp thị.
Fils-Aimé trở thành người nổi tiếng trong giới game thủ sau màn xuất hiện tại cuộc họp báo E3 2004 của Nintendo vào tháng 5 năm 2004, giúp hồi sinh hình ảnh của Nintendo, một đối thủ lớn đối với các nhà sản xuất máy chơi trò chơi điện tử khác, Sony Interactive Entertainment và Microsoft. Fils-Aimé từng giữ vai trò là nhà điều hành công việc tiếp thị và bán hàng trước đây tại Procter & Gamble, Pizza Hut, Guinness, Derby Cycle, Panda Express và VH1.
Fils-Aimé từ nhiệm chức chủ tịch Nintendo of America vào ngày 15 tháng 4 năm 2019 sau một thông báo vào ngày 21 tháng 2 và được kế nhiệm bởi Doug Bowser. Sau đó, ông trở thành Trưởng khu lưu trú tại Đại học Cornell và được bổ nhiệm vào một vị trí trong Ban Giám đốc của GameStop và Spin Master.

## Đầu đời
Reginald Fils-Aimé sinh ngày 25 tháng 3 năm 1961, tại The Bronx, thành phố New York. Cha mẹ ông di cư từ Haiti đến Mỹ vào những năm 1950 do quan điểm chính trị đối lập của người ông và bà của Fils-Aimé; ông của Fils-Aimé là một tướng lĩnh khi quân đội Haiti lật đổ chính phủ, giành quyền tự do bầu cử dân chủ. Mẹ của Fils-Aimé làm trưởng đại diện bán hàng trong một cửa hàng trang sức mỹ nghệ và cha ông là một thợ máy. Fils-Aimé tuyên bố ông thừa hưởng thái độ lạc quan từ mẹ. Ông lớn lên ở Long Island, theo học tại trường trung học Brentwood; ông tự mô tả bản thân là kẻ "đơn độc" trong lớp. Ông được nhận vào Đại học Cornell năm 1979, và tốt nghiệp Cử nhân Khoa học về kinh tế ứng dụng và quản lý tại Trường Cao đẳng Nông nghiệp và Khoa học Đời sống năm 1983. Ông là chủ tịch Hội huynh đệ Phi Sigma Kappa của trường, nơi ông mô tả là ngăn nắp và có tổ chức.

## Nghề nghiệp
Fils-Aimé nhận việc tại Procter & Gamble trong chương trình quản lý thương hiệu của công ty. Ông cũng đảm nhận vị trí Giám đốc cấp cao về Tiếp thị Quốc gia tại Pizza Hut, nơi ông cho ra mắt Bigfoot Pizza và Big New Yorker.
Fils-Aimé từng là Giám đốc Tiếp thị của Công ty Hàng nhập khẩu Guinness tại Mỹ và chịu trách nhiệm về tất cả các thương hiệu. Ông cũng từng là Giám đốc Tiếp thị tại Derby Cycle, chỉ đạo các nỗ lực bán hàng và tiếp thị trên toàn thế giới cho tám thương hiệu. Fils-Aimé từng là Giám đốc điều hành và giám sát các hoạt động của Raleigh UK, Derby ở nước Anh.
Sau đó, ông gia nhập công ty thực phẩm Panda của Mỹ-Trung với tư cách là Phó chủ tịch cấp cao. Ông cũng tham gia mạng lưới VH1 của MTV vào năm 2001 với tư cách là Phó chủ tịch cấp cao và rời đi vào năm 2003. Fils-Aimé là người đã giúp tăng 30% thứ hạng cho kênh VH1 bằng cách chuyển trọng tâm của kênh sang người xem trẻ tuổi. Fils-Aimé cũng vạch ra và thực hiện chiến lược tiếp thị cho The Concert for New York City khi còn tại nhiệm ở VH1, thu được hơn 35 triệu đô la tiền cứu trợ thảm họa sau vụ tấn công ngày 11 tháng 9 .

### Nintendo

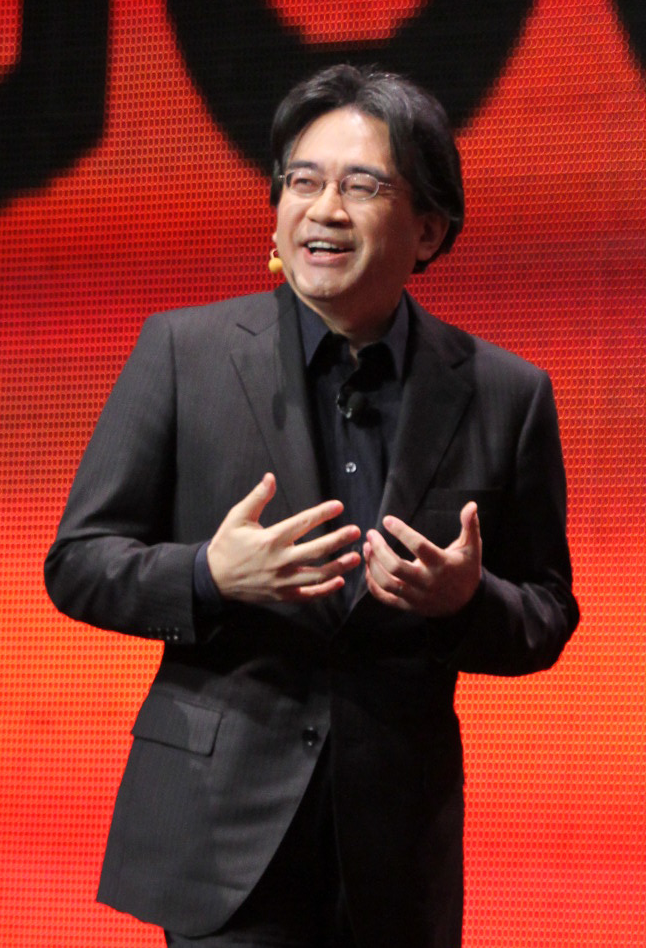
Fils-Aimé coi chủ tịch Satoru Iwata là người cố vấn và là bạn của mình trong suốt thời gian làm việc tại Nintendo.

Fils-Aimé gia nhập Nintendo vào tháng 12 năm 2003 với tư cách là Phó Giám đốc Điều hành Kinh doanh và Tiếp thị. Fils-Aimé ban đầu được tuyển dụng cho vị trí này, nhưng trong thời gian phỏng vấn, ông yêu cầu gặp Iwata Satoru, chủ tịch của Nintendo, có thể coi đây là việc rất bất thường nhưng cũng được Iwata dành ra chút thời gian ngắn. Cuộc trò chuyện với Iwata kéo dài hơn nhiều so với kế hoạch vì nó giúp thiết lập mối quan hệ thân thiện giữa Fils-Aimé và Iwata trong hơn một thập kỷ, theo Fils-Aimé, việc đó đã giúp mở rộng quan hệ giao tiếp cởi mở và tầm hiểu biết để giúp Nintendo cải thiện tổng thể, với tư cách là một doanh nghiệp. Vì điều này, Fils-Aimé đã gọi Iwata là người cố vấn, cũng như là một "người bạn thân thiết" của ông trong suốt thời gian làm việc tại Nintendo.
Fils-Aimé ban đầu chịu trách nhiệm về tất cả các hoạt động bán hàng và tiếp thị cho Nintendo tại Mỹ, Canada và Mỹ Latinh. Vào ngày 25 tháng 5 năm 2006, Fils-Aimé trở thành Chủ tịch kiêm Giám đốc Điều hành của Nintendo of America sau khi cựu chủ tịch, Kimishima Tatsumi, thuyên chuyển sang vai trò mới là Chủ tịch Hội đồng quản trị kiêm Giám đốc điều hành. Fils-Aimé cũng là người Mỹ đầu tiên giữ chức vụ này.
Vào thời điểm Fils-Aimé gia nhập Nintendo vào năm 2003, ngành công nghiệp trò chơi điện tử bị trì trệ ở các thị trường lớn, và các đối thủ của Nintendo là Microsoft và Sony Computer Entertainment đang tìm cách lấy lại sự thu hút bằng cách ra mắt các máy chơi trò chơi điện tử có cấu hình mạnh mẽ hơn. Đối với Nintendo, hãng tiến hành tái tổ chức ban lãnh đạo các cấp, bao gồm việc bổ nhiệm Iwata làm chủ tịch chỉ một năm trước đó. Công ty đang sản xuất GameCube, nhưng Iwata và các giám đốc điều hành khác của Nintendo thấy rằng hầu hết các tựa trò chơi điện tử đang được sản xuất đều là phần tiếp theo, hầu như không có tài sản trí tuệ mới. Fils-Aimé nói Nintendo quyết định thu hút sự chú ý từ các đối thủ cạnh tranh và cố gắng mang lại niềm vui cho trò chơi điện tử đã được đưa ra trước khi ông gia nhập, và một phần của điều đó đã được lên kế hoạch thông qua sự hiện diện và kỹ năng tiếp thị của Fils-Aimé.
Fils-Aimé trở thành gương mặt đại diện cho Nintendo tại E3 2004. Năm trước đó, cuộc họp báo của Nintendo bị coi là yên tĩnh và khô khan so với các cuộc họp của Microsoft và Sony Computer Entertainment; trong khi Iwata và các giám đốc điều hành người Nhật Bản khác đều có mặt, người Mỹ duy nhất trên sân khấu là George Harrison và họ giữ thái độ nghiêm khắc trong suốt hội nghị. Nintendo cũng thua ngay trong cuộc đua thế hệ thứ sáu. GameCube phải cố gắng vật lộn với PlayStation 2 và Xbox ban đầu, những người hâm mộ Nintendo lâu năm tỏ ra thất vọng với tình trạng hiện tại của Nintendo. Fils-Aimé là người dẫn đầu hội nghị năm 2004 với tư cách là lần ra mắt đầu tiên trước công chúng. Ông mở đầu cuộc họp với "Tên tôi là Reggie. Tôi đến để nhấc mông lên chạy, tôi đang nói về mấy cái tên, và chúng tôi nói về việc làm ra các trò chơi." Bài thuyết trình của ông được coi là gây hấn và ngay trúng hồng tâm, trực tiếp tấn công các phương pháp mà Microsoft và Sony đang thực hiện để xử lý nội dung trò chơi điện tử trên hệ máy của họ. Thông điệp này đã được  ban lãnh đạo cấp cao của Nintendo và Fils-Aimé lên kế hoạch kỹ lưỡng, bày tỏ sự thận trọng về giọng điệu của thông điệp, nhưng họ vẫn muốn ông chuyển tải nó. Màn ra mắt ấn tượng trên sân khấu của ông đánh bay hình ảnh bảo thủ lâu đời của Nintendo, ngay lập tức trở thành một hiện tượng được tôn thờ, với nhiều game thủ gọi ông là "Regginator", liên tưởng đến một bộ phim về nhân vật Kẻ hủy diệt (Terminator).
Sau hội nghị, nhiều hình ảnh của ông lan truyền trên mạng. Trong các cuộc phỏng vấn nhiều năm sau sự kiện năm 2004, Fils-Aimé nói bài thuyết trình đó không phải là ý tưởng của ông, mà là kịch bản của bộ phận quan hệ công chúng, và bản thân ông phải bị thuyết phục để đưa ra cách tiếp cận tích cực. Bài thuyết trình của Fils-Aimé được những người khác coi là thái độ đúng đắn mà Nintendo cần phải trình bày vào thời điểm đó, để chứng tỏ họ vẫn còn phù hợp trong thế hệ hiện tại và không áp dụng cách tiếp cận bảo thủ đối với trò chơi nữa.

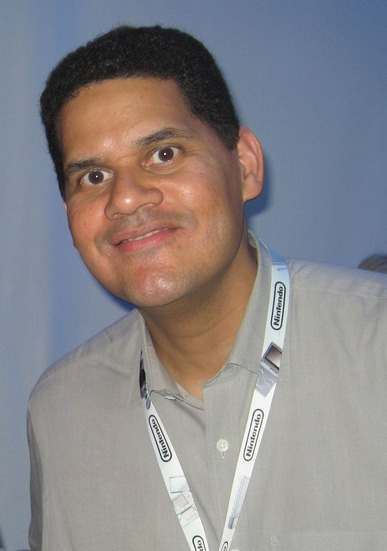
Fils-Aimé tại E3 2006

Fils-Aimé được coi là người chịu trách nhiệm cải tổ các mối quan hệ công chúng của Nintendo ở Bắc Mỹ, khiến nhiều người hâm mộ và nhà báo gọi sự xuất hiện của ông là "Reggielution" (sau "Revolution", tên mã của Wii). Ông không chỉ xem xét những thách thức liên tục thay đổi của việc tiếp thị cho giới trẻ mà còn tiếp tục kể cả những người chơi trò chơi điện tử lớn tuổi, những người vẫn là thị trường chủ chốt của Nintendo. Ông cũng tin rằng việc giải quyết tất cả nhân khẩu học sẽ giống như một đợt thủy triều dâng cao cho ngành công nghiệp, với Nintendo định vị sẽ nắm bắt điều đó tốt nhất. Trong khi vẫn đang thực hiện các chiến lược tiếp thị, Fils-Aimé cũng viết lại cách Nintendo làm việc với các nhà cung cấp; thay vì để Nintendo cố gắng tìm kiếm sự ưu ái của các nhà cung cấp và vị trí trưng bày tốt hơn trong cửa hàng bằng cách đảm bảo công ty có thể đáp ứng đủ nhu cầu, Fils-Aimé đã tạo ra các thỏa thuận trong đó các nhà cung cấp sẽ chỉ nhận được hàng của Nintendo trong cửa hàng nếu các nhà cung cấp đặt hàng số lượng lớn sản phẩm. Điều này góp phần vào sự thành công và phổ biến của Nintendo DS. Ông cho rằng sự thành công của Wii là do chiến lược tiếp thị của Clayton Christensen đưa ra:
Đầu tiên, làm thế nào để bạn thỏa mãn game thủ cốt lõi trong khi vẫn mở rộng sức hấp dẫn? Và thứ hai, làm thế nào để bạn tận dụng được thế mạnh của mình trước những khán giả hoàn toàn chưa được khai thác - cái gọi là "đại dương xanh" trong tiếp thị?... Việc cung cấp một sản phẩm mới thực sự hoạt động kém hiệu quả hơn so với một ngành đã được thiết lập sẵn về "sự tiến bộ" và thay thế bằng một sản phẩm khác thường nhỏ hơn, ít tốn kém hơn và dễ sử dụng hơn. Ban đầu, "game thủ cốt lõi" của bất kỳ ngành nào cũng sẽ chê bai điều đó. Nhưng nếu sản phẩm phù hợp, thu hút đủ người dùng mới, họ cũng sẽ bị thu hút để hình thành một định nghĩa thay thế cho sự tiến bộ.
Vào ngày 11 tháng 7 năm 2007, trong lúc giới thiệu Wii Balance Board, Fils-Aimé bước lên sân khấu và nói "My body is ready" (Cơ thể của tôi đã sẵn sàng). Câu trích dẫn này cuối cùng trở thành meme  và Reggie thừa nhận lặp lại cụm từ này nhiều lần, bao gồm cả tại hội nghị E3 2012, lần  xuất hiện của ông trong Late Night with Jimmy Fallon và cả video thông báo từ chức. Khi Iwata triển khai các cuộc họp báo trực tuyến Nintendo Direct, Fils-Aimé thường xuyên tham gia vào những cuộc họp này cùng với Iwata, bao gồm cả trận chiến Mii -avatar giả, trận chiến cũng trở thành chủ đề của một số meme. Trong các buổi giới thiệu công khai với giới báo chí, Fils-Aimé tham gia vào các tiểu phẩm với sự hỗ trợ sản xuất từ Stoopid Buddy Stoodios, Mega64 và The Jim Henson Company.

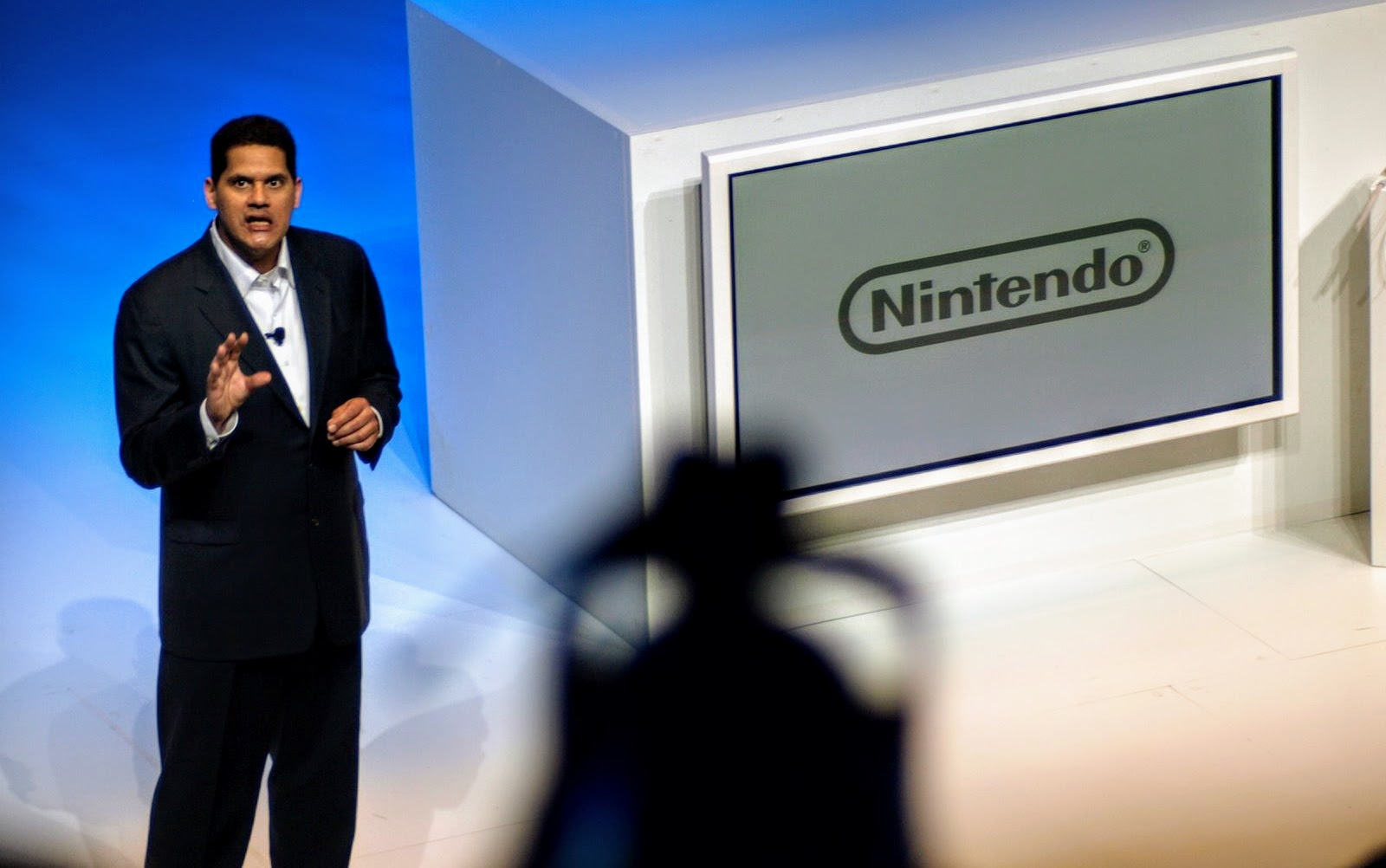
Fils-Aimé năm 2009

Vào ngày 5 tháng 11 năm 2007, dưới sự khuyến khích của chuyên gia tiếp thị Ed McLaughlin tại Khoa Kinh tế Ứng dụng và Quản lý tại Đại học Cornell, Fils-Aimé có một bài thuyết trình dành cho khách mời về chiến lược tiếp thị của Nintendo nhắm vào game thủ trên nhiều nhóm nhân khẩu học. Fils-Aimé là thành viên của Hội đồng Cố vấn cho bộ phận Truyền thông của Cornell.

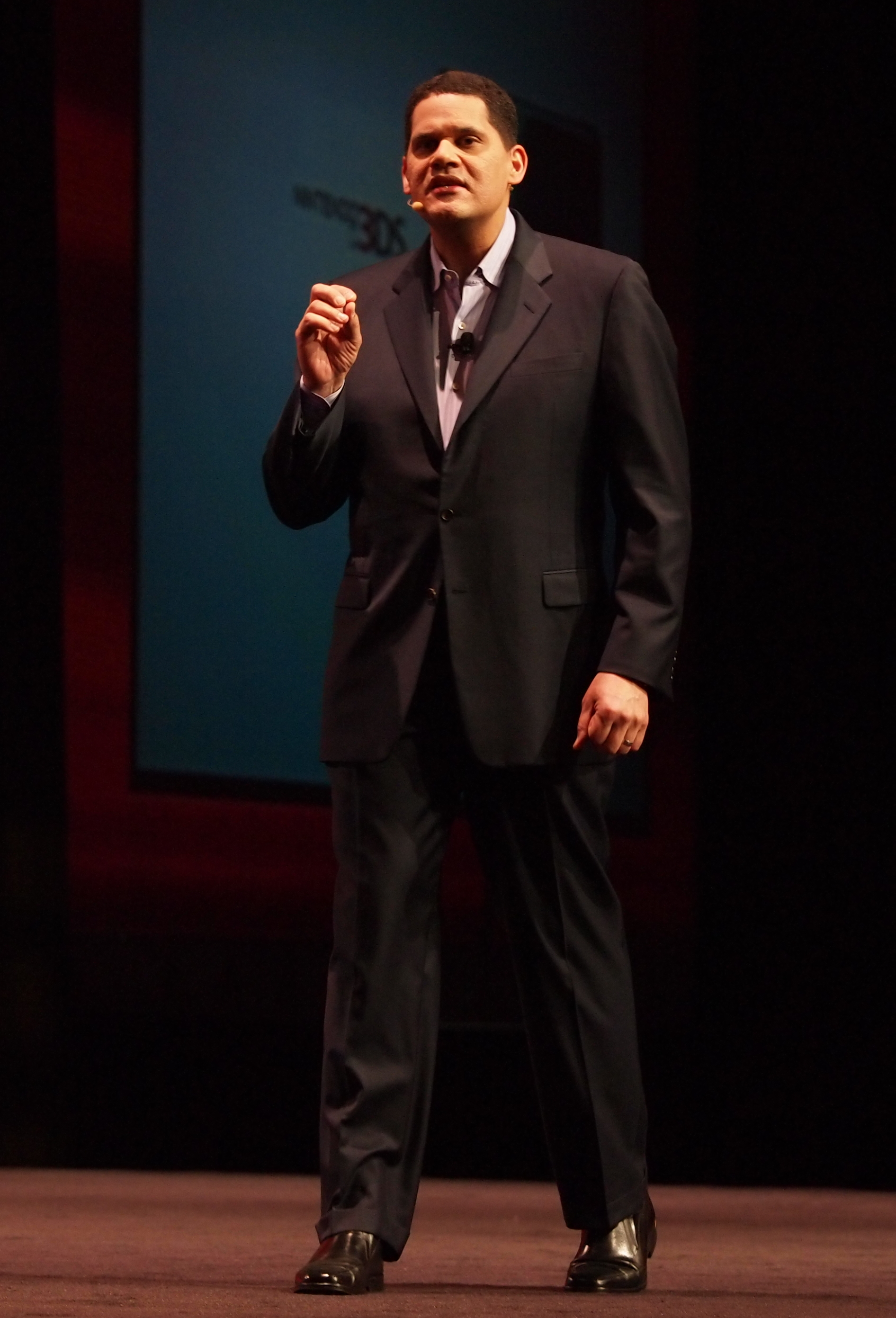
Fils-Aimé năm 2011

Vào năm 2016 và đầu năm 2017, Fils-Aimé xuất hiện trong hai tập phim của Deadlock, trên web show Game Theoists, tranh luận về các chủ đề khác nhau liên quan đến Nintendo.
Fils-Aimé thông báo từ chức chủ tịch và COO vào ngày 21 tháng 2 năm 2019, có hiệu lực vào ngày 15 tháng 4 năm 2019. Thay thế ông là  giám đốc kinh doanh hiện tại của công ty, Doug Bowser. Fils-Aimé cho biết ông bắt đầu nghĩ đến việc nghỉ hưu sau khi Iwata qua đời vào năm 2015: "Điều đó củng cố cho tôi về cái di sản mà ông ấy đã xây dựng và tạo ra cho công ty. Và điều đó thực sự khiến tôi phải xem xét gốc rễ mọi vấn đề xung quanh, 'Vậy di sản mà tôi muốn xây dựng, muốn để lại là gì?;" Ông đã đợi cho đến khi cảm thấy Nintendo of America trên đà tăng trưởng tích cực, diễn ra vào đầu năm 2019, để bắt đầu quá trình nghỉ hưu.
Sau khi rời Nintendo, Fils-Aimé tạo tài khoản Twitter của riêng mình với tên @Reggie và đăng dòng tweet đầu tiên với nội dung: "Xin chào cộng đồng Twitter." 

### Hậu Nintendo
Fils-Aimé thông báo ông được bổ nhiệm làm Trưởng khu Cư trú đầu tiên tại Trường Kinh tế Ứng dụng và Quản lý Charles H. Dyson của Đại học Cornell, bắt đầu từ tháng 10 năm 2019. Fils-Aimé từng tham gia ban cố vấn cho Dyson cũng như bộ phận truyền thông của Cornell trước đây, và được Cornell tiếp cận ngay sau khi thông báo nghỉ hưu. Ngoài ra, Fils-Aimé còn tham gia ban giám đốc của New York Videogame Critics Circle, và trở thành đối tác quản lý của Brentwood Growth Partners, một công ty cổ phần có trụ sở tại Kirkland, Washington. Mặc dù các vị trí tại Cornell và thông qua Hội phê bình trò chơi điện tử New York, ông muốn cung cấp cơ hội cố vấn cho thiếu niên và thanh niên để khuyến khích họ phát triển và trở thành "nhà lãnh đạo trong nhiều lĩnh vực khác nhau nhất có thể". Thông qua chương trình Residence, ông dự định sẽ trình bày "Bảy nguyên tắc dành cho các nhà lãnh đạo thế hệ tiếp theo" mà ông đã học được trong suốt sự nghiệp của mình và làm việc với Hội phê bình trò chơi điện tử New York để giúp đỡ các học sinh nhỏ tuổi trong các chương trình như Học viện DreamYard tại Trường trung học William Howard Taft cho họ thấy "công việc được thực hiện thông qua sức mạnh của trò chơi điện tử, sử dụng trò chơi điện tử như một phương tiện để dạy tư duy phản biện, kỹ năng viết". Fils-Aimé nói những điều này cũng giúp ông quay lại với cộng đồng từng nuôi lớn ông và cả trường cũ của ông.
Fils-Aimé, tham gia The Game Awards kể từ khi được thành lập vào năm 2015, trình bày tại The Game Awards 2019. GameStop bổ nhiệm Fils-Aimé cùng với hai người khác vào Hội đồng quản trị vào tháng 3 năm 2020, thay thế một số Giám đốc đã rời đi, một phần trong nỗ lực của công ty nhằm xoay chuyển lợi nhuận. Ông cũng được bổ nhiệm trong Hội đồng quản trị của Spin Master vào tháng 5 năm 2020.
Trong đại dịch COVID-19, Fils-Aimé thông báo ông và nhà báo của tạp chí trò chơi điện tử Harold Goldberg sẽ bắt đầu podcast "Nói chuyện chơi điện tử với Reggie và Harold" kết hợp với Hội phê bình trò chơi điện tử New York. Podcast nhằm mục đích gây quỹ từ thiện cho nhóm phi lợi nhuận để giúp tư vấn cho những sinh viên có thu nhập thấp và sinh viên nghèo ở Thành phố New York, bị ảnh hưởng bởi coronavirus. Fils-Aimé tham gia vào ban giám đốc tại Brunswick Corporation ngày 27 tháng 10 năm 2020.

## Giải thưởng
Fils-Aimé được công nhận về chuyên môn tiếp thị trong ngành quảng cáo, bao gồm việc nhận được Giải thưởng Clio, hai Giải thưởng Effie Vàng, Giải thưởng Hiệp hội các nhà sản xuất thương mại độc lập (Association of Independent Commercial Producers) cho màn thể hiện xuất sắc của ông với ngành quảng cáo, giải Edison Bạc từ Viện Tiếp thị Hoa Kỳ và được vinh danh là một trong những người thuộc danh sách "Tiếp thị 100" vào năm 1998 bởi Advertising Age. Nếu chỉ tính ngành công nghiệp trò chơi điện tử, Fils-Aimé đã nhận Giải thưởng Thành tựu trọn đời bởi Đại sảnh Danh vọng Trò chơi Điện tử Quốc tế (International Video Game Hall of Fame) và đã nhận Giải thưởng Huyền thoại từ Hội phê bình Trò chơi Điện tử New York (New York Videogame Critics Circle).

## Đời tư
Fils-Aimé kết hôn với bạn gái lâu năm Stacey Sanner, khi còn làm việc tại VH1. Ông có ba người con từ cuộc hôn nhân trước đó. Fils-Aimé bắt đầu chơi trò chơi điện tử với các con khi chúng mới 2 và 5 tuổi. Tính đến  năm 2006 ông sống ở Khu đông Seattle.